# Peter Gitselov
Peter Gitselov (ryska: Пётр Александрович Гицелов, Pjotr Aleksandrovitj Gitselov), född 18 juli, 1983 i ryska Rostov (dåvarande Sovjetunionen), är en svensk-rysk fotbollsspelare och tränare. 
År 2000 spelade Gitselov för IFK Karlshamn och 2001 Östers IF till dess laget åkte ur allsvenskan och Gitselov fortsatte till Bodens BK, som redan låg i Superettan. 
Efter tre år i Boden fick Gitselov kontrakt med den ryska storklubben Rubin Kazan. Efter några år i Ryssland i klubbar som Rubin Kazan och FC Rostov återvände han till Sverige för att spela med Mjällby AIF.
I maj 2011 bröts kontraktet och Gitselov flyttade tillbaka till Ryssland. Han spelade först för Fakel Voronezh och därefter för kroatiska Rudeš. I december 2014 skrev han åter på för Bodens BK som spelande assisterande tränare, då i division 2. Efter säsongen 2016 utsågs Gitselov till klubbens huvudtränare.